# Зюзин, Василий Иванович (Герой Советского Союза)
Василий Иванович Зюзин (1923 — 1994) — подполковник Советской Армии, участник Великой Отечественной войны, Герой Советского Союза (1945).

## Биография
Василий Зюзин родился 29 марта 1923 года в селе Орловка (ныне — Сакмарский район Оренбургской области). Окончил среднюю школу. В 1941 году Зюзин был призван на службу в Рабоче-крестьянскую Красную Армию. В 1942 году он окончил Пензенское артиллерийское училище. С февраля того же года — на фронтах Великой Отечественной войны. К маю 1945 года капитан Василий Зюзин командовал артиллерийской батареей 446-го стрелкового полка 397-й стрелковой дивизии 61-й армии 1-го Белорусского фронта. Отличился во время форсирования Одера.
19 мая 1945 года батарея Зюзина переправилась через Одер и приняла активное участие в боях на плацдарме на его западном берегу в районе населённого пункта Хоэнвутцен к северу от Врицена.
Указом Президиума Верховного Совета СССР от 31 мая 1945 года капитан Василий Зюзин был удостоен высокого звания Героя Советского Союза с вручением ордена Ленина и медали «Золотая Звезда».
После окончания войны Зюзин продолжил службу в Советской Армии. В 1956 году в звании подполковника он был уволен в запас. Проживал в Минске.
Был также награждён двумя орденами Отечественной войны 1-й степени, орденами Отечественной войны 2-й степени, Красной Звезды, рядом медалей.
Умер в 1994 году. Похоронен в Минске.